# 1 Pułk Bersalierów
1 Pułk Bersalierów (wł. 1° Reggimento Bersaglieri) – włoski pułk lekkiej piechoty zmotoryzowanej, zwanej we WłoszechBersaglieri.  Pułk Bersalierów został założony 16 kwietnia 1861. Stacjonuje w miejscowości Cosenza w regionie Kalabria. Jest przyporządkowany „Brygadzie Bersalierów Garibaldi” – z dowództwem i sztabem również w Cosenza.